# 第3方面軍 (日本陸軍)
第3方面軍為大日本帝國陸軍之一方面軍。1943年10月編制成軍，擔當滿洲南部治安維持之任務。起於大戰末期動員召集滿洲地區日本屯墾戶年輕人編制成師團，兵員全體對於武器及作戰訓練並不十分在行，以致有寡弱部隊之名。參加過八月風暴行動之作戰任務。

## 第3方面軍概要
- 通稱號：強
- 編制時期：1943年10月29日
- 上級部隊：關東軍
- 最終位置：奉天

### 歷代司令官
| 姓名       | 陸士 | 就任             |
| 岡部直三郎 | 18期 | 昭和18年10月29日 |
| 後宮淳     | 17期 | 昭和19年8月25日  |

### 歷代參謀長
| 姓名     | 陸士 | 就任             |
| 渡邊洋   | 27期 | 昭和18年10月29日 |
| 矢野政雄 | 28期 | 昭和19年10月26日 |
| 大坪一馬 | 30期 | 昭和20年3月23日  |

### 隷下部隊
- 第30軍
  - 第39師團
  - 第125師團
  - 第138師團
  - 第148師團
- 第44軍
  - 第63師團
  - 第107師團
  - 第117師團
  - 獨立戦車第9旅團
- 第108師團
- 第136師團
- 獨立混成第79旅團
- 獨立混成第130旅團
- 獨立混成第134旅團
- 獨立戦車第1旅團

## 關連項目
- 軍事單位

## 外部連結
- Wendel, Marcus. . Japanese 3rd Area Army(第3方面軍 (日本陸軍)).   [2008-03-22]. （原始内容存档于2020-12-23）.
- 帝國陸軍～その制度と人事～
- 日本陸海軍事典